# Egon Adler
Egon Adler (n. 18 februarie 1937, Großpösna, Saxonia, Germania Nazistă – d. 28 ianuarie 2015, Leipzig, Germania) a fost un ciclist de performanță german, medaliat olimpic. A participat la o ediție a Jocurilor Olimpice (1960) în care a câștigat o medalie de argint.